# Kulturåret 1751

## Nya verk
- Hönsgummans visa av Olaus Petri Carelius
- Les Spectacles de Paris börjar utges i Paris.

## Födda
- 18 februari – Adolf Ulrik Wertmüller (död 1811), svensk konstnär.
- 20 februari – Johann Heinrich Voß (död 1826), tysk poet och översättare.
- 21 maj – Gudmund Jöran Adlerbeth (död 1818), svensk skald, lärd, statsman och ledamot av Svenska Akademien.
- 30 juli – Maria Anna Mozart (död 1829), österrikisk pianist.
- 6 september – Hans Jacob Seseman (död 1819), svensk matematiker och nonsenspoet.
- 1 december – Johan Henric Kellgren (död 1795), svensk diktare, kritiker, tidningsman och ledamot av Svenska Akademien.
- okänt datum – Birgitte Winther (död 1831), dansk operasångare.

## Avlidna
- 17 januari – Tomaso Albinoni (född 1671), italiensk tonsättare.
- 9 februari – Nicola Salvi (född 1697), italiensk skulptör och arkitekt.
- 1 augusti – Helena Arnell (född 1697), finländsk konstnär.
- 26 oktober – Philip Doddridge (född 1702), engelsk predikant och psalmförfattare.